# Platypalpus
Platypalpus är ett släkte av tvåvingar. Platypalpus ingår i familjen puckeldansflugor.

## Bildgalleri

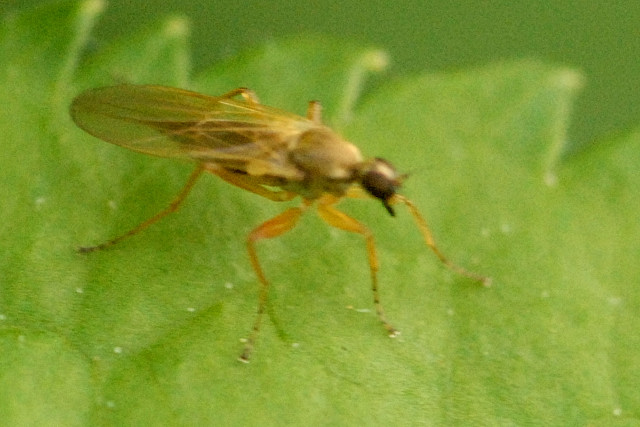
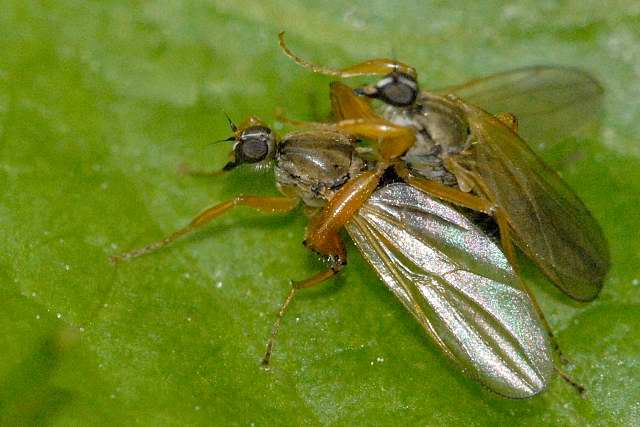
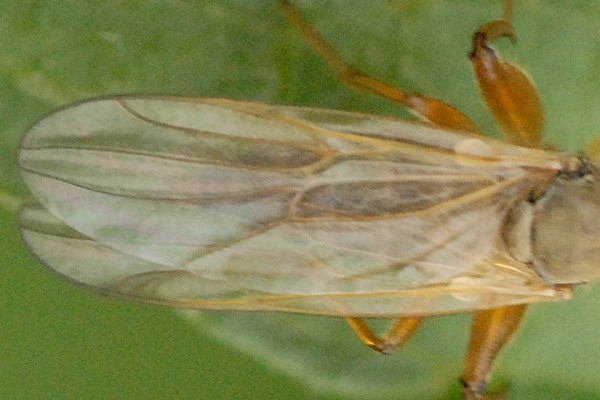
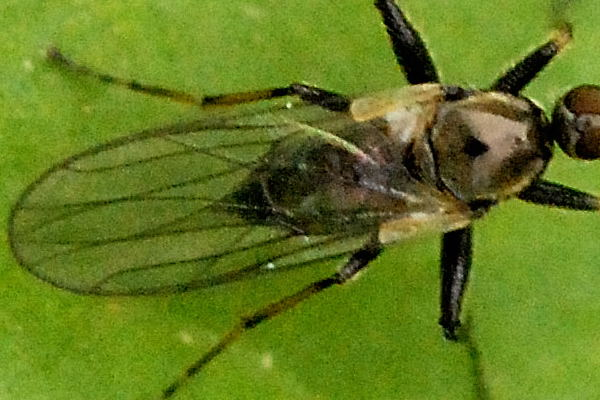

## Dottertaxa tillPlatypalpus, i alfabetisk ordning[1][2]
- Platypalpus acceia
- Platypalpus achlytarsis
- Platypalpus aciculatus
- Platypalpus acuminatus
- Platypalpus acutatus
- Platypalpus acuticornis
- Platypalpus aeneus
- Platypalpus aequalis
- Platypalpus aequicornis
- Platypalpus aerivagus
- Platypalpus agilis
- Platypalpus agnitus
- Platypalpus alamaculatus
- Platypalpus albescens
- Platypalpus albicornis
- Platypalpus albidifacies
- Platypalpus albifacies
- Platypalpus albifrons
- Platypalpus albiseta
- Platypalpus albistylus
- Platypalpus albocapillatus
- Platypalpus albomicans
- Platypalpus alexippus
- Platypalpus algirus
- Platypalpus aliterolamellatus
- Platypalpus alluaudi
- Platypalpus alpigenus
- Platypalpus alpinus
- Platypalpus alter
- Platypalpus altuum
- Platypalpus alumnus
- Platypalpus analis
- Platypalpus anatolicus
- Platypalpus andalusiacus
- Platypalpus angustifrons
- Platypalpus annularis
- Platypalpus annulatus
- Platypalpus annulipes
- Platypalpus annulitarsis
- Platypalpus anomalicerus
- Platypalpus anomalinervis
- Platypalpus anomalitarsis
- Platypalpus antennalis
- Platypalpus apicalis
- Platypalpus apiciflavus
- Platypalpus apiciniger
- Platypalpus approximatus
- Platypalpus arcticus
- Platypalpus argenteomicans
- Platypalpus argenticapillatus
- Platypalpus argenticeps
- Platypalpus argentiseta
- Platypalpus argyroceratus
- Platypalpus aristatus
- Platypalpus armillatus
- Platypalpus articulatoides
- Platypalpus articulatus
- Platypalpus asniensis
- Platypalpus ater
- Platypalpus aurantiacus
- Platypalpus australis
- Platypalpus australominutus
- Platypalpus awarensis
- Platypalpus baechlii
- Platypalpus baezi
- Platypalpus baldensis
- Platypalpus ballistrarius
- Platypalpus ballucatus
- Platypalpus balticus
- Platypalpus barotsei
- Platypalpus bartaki
- Platypalpus basiflavus
- Platypalpus beijingensis
- Platypalpus bellatulus
- Platypalpus bequaerti
- Platypalpus bequaertoides
- Platypalpus biapicalis
- Platypalpus bicoloratus
- Platypalpus bicornis
- Platypalpus bilobatus
- Platypalpus bipunctatus
- Platypalpus bivittatus
- Platypalpus blascoi
- Platypalpus bomiensis
- Platypalpus boreoalpinus
- Platypalpus brachystylus
- Platypalpus brevicornis
- Platypalpus brunettii
- Platypalpus calceatus
- Platypalpus caligaris
- Platypalpus caligatus
- Platypalpus callithrix
- Platypalpus canariensis
- Platypalpus candicans
- Platypalpus candidiseta
- Platypalpus canus
- Platypalpus canzonerii
- Platypalpus capensis
- Platypalpus carectorum
- Platypalpus carlestolrai
- Platypalpus caroli
- Platypalpus carpathicus
- Platypalpus carteri
- Platypalpus caucasicus
- Platypalpus celer
- Platypalpus cellarius
- Platypalpus ceylonensis
- Platypalpus chilensis
- Platypalpus chillcotti
- Platypalpus chillocotti
- Platypalpus chionochaeta
- Platypalpus chrysonotus
- Platypalpus churchillensis
- Platypalpus ciliaris
- Platypalpus cilitarsis
- Platypalpus cinereovittatus
- Platypalpus cingulatus
- Platypalpus clarandus
- Platypalpus clypeatus
- Platypalpus coarctifromis
- Platypalpus coei
- Platypalpus cognatus
- Platypalpus collini
- Platypalpus commendatus
- Platypalpus commutatus
- Platypalpus concavus
- Platypalpus confiformis
- Platypalpus confinis
- Platypalpus consortus
- Platypalpus continguus
- Platypalpus convergens
- Platypalpus coquilletti
- Platypalpus cothurnatus
- Platypalpus crassifemoris
- Platypalpus crassipes
- Platypalpus crassiseta
- Platypalpus crepodarius
- Platypalpus croatiensis
- Platypalpus cruralis
- Platypalpus cryptospina
- Platypalpus cubanicus
- Platypalpus cuipennis
- Platypalpus cursitans
- Platypalpus curvispinus
- Platypalpus czwalinai
- Platypalpus dalmatinus
- Platypalpus debilis
- Platypalpus decolor
- Platypalpus desertorum
- Platypalpus dessarti
- Platypalpus dilatatovittatus
- Platypalpus dillutior
- Platypalpus direptor
- Platypalpus discifer
- Platypalpus dissimilipes
- Platypalpus distichus
- Platypalpus diversipes
- Platypalpus divisus
- Platypalpus dolichopeza
- Platypalpus ecalceatus
- Platypalpus ementitus
- Platypalpus enervatus
- Platypalpus engadinicus
- Platypalpus eshowensis
- Platypalpus eumelaenus
- Platypalpus eumerus
- Platypalpus euneurus
- Platypalpus excavatus
- Platypalpus excisus
- Platypalpus exilis
- Platypalpus eximius
- Platypalpus fai
- Platypalpus falleni
- Platypalpus farabiensis
- Platypalpus fasciatus
- Platypalpus fasciventris
- Platypalpus fenestella
- Platypalpus ferrugineus
- Platypalpus firensis
- Platypalpus flammifer
- Platypalpus flavicornis
- Platypalpus flavicoxis
- Platypalpus flavipalpis
- Platypalpus flavipes
- Platypalpus flavirostris
- Platypalpus flaviseta
- Platypalpus forgorum
- Platypalpus formosanus
- Platypalpus fratercula
- Platypalpus fuscicnemis
- Platypalpus fuscicornis
- Platypalpus fuscipennis
- Platypalpus fuscohalteratus
- Platypalpus fusicnemis
- Platypalpus gaemluang
- Platypalpus gatti
- Platypalpus gentilis
- Platypalpus gesticulor
- Platypalpus glacialis
- Platypalpus gracilipes
- Platypalpus gracilis
- Platypalpus graecus
- Platypalpus granadensis
- Platypalpus grandensis
- Platypalpus gravidus
- Platypalpus grilloi
- Platypalpus guangdongensis
- Platypalpus hackmani
- Platypalpus hallensis
- Platypalpus halli
- Platypalpus hamulatus
- Platypalpus harpestylis
- Platypalpus harpiger
- Platypalpus hastatus
- Platypalpus hebeiensis
- Platypalpus hemispinosus
- Platypalpus henanensis
- Platypalpus hians
- Platypalpus hirsutus
- Platypalpus hispanicus
- Platypalpus holosericus
- Platypalpus hualuang
- Platypalpus hubeiensis
- Platypalpus hyaenoides
- Platypalpus immaculatus
- Platypalpus impexus
- Platypalpus impololoi
- Platypalpus incertoides
- Platypalpus incertus
- Platypalpus incurvus
- Platypalpus inermifemur
- Platypalpus inexpectatus
- Platypalpus infectus
- Platypalpus inferialis
- Platypalpus ingenuus
- Platypalpus innocuus
- Platypalpus inops
- Platypalpus insperatus
- Platypalpus interstinctus
- Platypalpus isaanensis
- Platypalpus isabellae
- Platypalpus itoi
- Platypalpus javieri
- Platypalpus juvenis
- Platypalpus kamtschaticus
- Platypalpus kandybinae
- Platypalpus kasparyani
- Platypalpus kaszabi
- Platypalpus kirtlingensis
- Platypalpus kosi
- Platypalpus kovalevi
- Platypalpus krisi
- Platypalpus kurilensis
- Platypalpus lacertosus
- Platypalpus lacteiseta
- Platypalpus laestadianorum
- Platypalpus laetabilis
- Platypalpus laetus
- Platypalpus lapponicus
- Platypalpus latemi
- Platypalpus lateralis
- Platypalpus latericius
- Platypalpus laticinctus
- Platypalpus latistrigata
- Platypalpus leleji
- Platypalpus lesinensis
- Platypalpus leucarista
- Platypalpus leucocephalus
- Platypalpus leucothrix
- Platypalpus lhasaensis
- Platypalpus lii
- Platypalpus lineatus
- Platypalpus loewi
- Platypalpus longicauda
- Platypalpus longicornioides
- Platypalpus longicornis
- Platypalpus longimanus
- Platypalpus longirostris
- Platypalpus longiseta
- Platypalpus luctator
- Platypalpus lupatus
- Platypalpus luteicornis
- Platypalpus luteipalpis
- Platypalpus luteipes
- Platypalpus luteoloides
- Platypalpus luteolus
- Platypalpus lutescens
- Platypalpus luteus
- Platypalpus lyneborgi
- Platypalpus lyristes
- Platypalpus macropalpus
- Platypalpus macropygus
- Platypalpus macula
- Platypalpus maculifemoratus
- Platypalpus maculifemur
- Platypalpus maculipes
- Platypalpus major
- Platypalpus makoaensis
- Platypalpus malagonensis
- Platypalpus malokurilensis
- Platypalpus malotiensis
- Platypalpus maltensis
- Platypalpus mankoosi
- Platypalpus manni
- Platypalpus maoershanensis
- Platypalpus marcosbaezi
- Platypalpus masoni
- Platypalpus melancholicus
- Platypalpus melanocerus
- Platypalpus melanochaeta
- Platypalpus melanogaster
- Platypalpus melleus
- Platypalpus mesogrammus
- Platypalpus microcerus
- Platypalpus mikii
- Platypalpus mimus
- Platypalpus minutimontanus
- Platypalpus minutissimus
- Platypalpus minutus
- Platypalpus mollis
- Platypalpus mollitus
- Platypalpus monegrensis
- Platypalpus montenegrensis
- Platypalpus monticola
- Platypalpus morgei
- Platypalpus msingi
- Platypalpus multisetosus
- Platypalpus murphyi
- Platypalpus nanus
- Platypalpus narangi
- Platypalpus nepalensis
- Platypalpus ngomensis
- Platypalpus nigellus
- Platypalpus niger
- Platypalpus nigricolor
- Platypalpus nigricoxa
- Platypalpus nigrifemoratus
- Platypalpus nigrimanus
- Platypalpus nigrinus
- Platypalpus nigripalpis
- Platypalpus nigritarsis
- Platypalpus nigrofemoratus
- Platypalpus nigrosetosus
- Platypalpus nitens
- Platypalpus nitidipleura
- Platypalpus nitidus
- Platypalpus niveiseta
- Platypalpus niveisetoides
- Platypalpus niveocapillatus
- Platypalpus niyazovi
- Platypalpus nonstriatus
- Platypalpus norvegicus
- Platypalpus notatus
- Platypalpus novakii
- Platypalpus nuadkhao
- Platypalpus nudithorax
- Platypalpus obscuratoides
- Platypalpus obscuripes
- Platypalpus obscurus
- Platypalpus ochraceus
- Platypalpus ochricollis
- Platypalpus ochrocera
- Platypalpus oculeus
- Platypalpus optivus
- Platypalpus oribiensis
- Platypalpus oriens
- Platypalpus orientalis
- Platypalpus ornatipes
- Platypalpus orphnus
- Platypalpus ostiorum
- Platypalpus ozerovi
- Platypalpus pachycera
- Platypalpus pachycnemus
- Platypalpus palavensis
- Platypalpus pallescens
- Platypalpus pallidicornis
- Platypalpus pallidicoxa
- Platypalpus pallidiseta
- Platypalpus palliditibiae
- Platypalpus pallidiventris
- Platypalpus pallipes
- Platypalpus pallipilosus
- Platypalpus palmeni
- Platypalpus paluster
- Platypalpus papillatus
- Platypalpus parvicauda
- Platypalpus paulseni
- Platypalpus pectinator
- Platypalpus pectoralis
- Platypalpus pedestris
- Platypalpus perimerus
- Platypalpus persephone
- Platypalpus perspiquus
- Platypalpus phomyaaw
- Platypalpus pictipennis
- Platypalpus pictitarsis
- Platypalpus pilatus
- Platypalpus pilosus
- Platypalpus planti
- Platypalpus pluto
- Platypalpus podocarpi
- Platypalpus politellus
- Platypalpus politus
- Platypalpus pollinosus
- Platypalpus porrectus
- Platypalpus postpositus
- Platypalpus praecinctus
- Platypalpus pragensis
- Platypalpus preagilis
- Platypalpus prorsus
- Platypalpus proserpina
- Platypalpus pseudoalter
- Platypalpus pseudobicolor
- Platypalpus pseudocillaris
- Platypalpus pseudoexiguus
- Platypalpus pseudofulvipes
- Platypalpus pseudomaculipes
- Platypalpus pseudorapidus
- Platypalpus pseudostroblii
- Platypalpus pseudounguiculatus
- Platypalpus pubescens
- Platypalpus pudens
- Platypalpus puerinus
- Platypalpus pulicarius
- Platypalpus pulverulentus
- Platypalpus pygialis
- Platypalpus pygmaeus
- Platypalpus pyrenaicus
- Platypalpus quadrimaculatus
- Platypalpus quadriseta
- Platypalpus quinlani
- Platypalpus rapidoides
- Platypalpus rapidus
- Platypalpus recurvus
- Platypalpus rhodesiensis
- Platypalpus rhodosensis
- Platypalpus richardsi
- Platypalpus ringdahli
- Platypalpus riojaensis
- Platypalpus rossicus
- Platypalpus rubefactus
- Platypalpus ruficornis
- Platypalpus rufiventris
- Platypalpus sahlbergi
- Platypalpus sanguensis
- Platypalpus sanguinolentus
- Platypalpus sasaphilus
- Platypalpus satyriacus
- Platypalpus scambus
- Platypalpus scandinavicus
- Platypalpus seedam
- Platypalpus seeluang
- Platypalpus sejunctus
- Platypalpus sericatus
- Platypalpus shealsi
- Platypalpus shirozui
- Platypalpus siamensis
- Platypalpus sichuanensis
- Platypalpus similis
- Platypalpus simplicipes
- Platypalpus simplicitarsis
- Platypalpus singularis
- Platypalpus sloveniensis
- Platypalpus smirnovi
- Platypalpus smithi
- Platypalpus soccatus
- Platypalpus soosi
- Platypalpus sordidus
- Platypalpus soror
- Platypalpus spatiosus
- Platypalpus spinicercus
- Platypalpus spinosus
- Platypalpus splendens
- Platypalpus stabilis
- Platypalpus stackelbergi
- Platypalpus stigma
- Platypalpus stigmatelloides
- Platypalpus stigmatellus
- Platypalpus strakai
- Platypalpus striatus
- Platypalpus strigifrons
- Platypalpus stroblii
- Platypalpus styloformis
- Platypalpus subarticulatus
- Platypalpus subbrevis
- Platypalpus submaculus
- Platypalpus submicans
- Platypalpus subnigrinus
- Platypalpus subpectoralis
- Platypalpus subtilis
- Platypalpus subulifera
- Platypalpus subwagneri
- Platypalpus suffasciatus
- Platypalpus sulcolanatus
- Platypalpus sutor
- Platypalpus sylvicola
- Platypalpus tachistiformis
- Platypalpus talaris
- Platypalpus tapa
- Platypalpus taplejungensis
- Platypalpus tectifrons
- Platypalpus tenax
- Platypalpus tenellus
- Platypalpus teneriffensis
- Platypalpus tenuis
- Platypalpus tergestinoides
- Platypalpus tergestinus
- Platypalpus tersus
- Platypalpus testaceus
- Platypalpus thaicus
- Platypalpus thyamis
- Platypalpus tibialis
- Platypalpus tonsus
- Platypalpus triangulatus
- Platypalpus trivialis
- Platypalpus truncatus
- Platypalpus tsitsikama
- Platypalpus tuomikoskii
- Platypalpus turgidus
- Platypalpus uncinatus
- Platypalpus unguiculatus
- Platypalpus unguiger
- Platypalpus unicus
- Platypalpus univittatus
- Platypalpus wagneri
- Platypalpus valens
- Platypalpus valgus
- Platypalpus variegatus
- Platypalpus weberi
- Platypalpus vegetus
- Platypalpus vegrandis
- Platypalpus velocipes
- Platypalpus velox
- Platypalpus venaticus
- Platypalpus verbekei
- Platypalpus verpus
- Platypalpus verralli
- Platypalpus versipes
- Platypalpus versutus
- Platypalpus vicarius
- Platypalpus vicinus
- Platypalpus vierecki
- Platypalpus villeneuvi
- Platypalpus vittatus
- Platypalpus vittiger
- Platypalpus vividus
- Platypalpus w-maculatus
- Platypalpus vockerothi
- Platypalpus vulcanicus
- Platypalpus vulgaris
- Platypalpus vulnificus
- Platypalpus wuorentausi
- Platypalpus xanthochiton
- Platypalpus xanthodes
- Platypalpus xanthopodus
- Platypalpus xanthopus
- Platypalpus xiaowutaiensis
- Platypalpus xizangenicus
- Platypalpus yadongensis
- Platypalpus yugoslavensis
- Platypalpus yunnanensis
- Platypalpus zernyi
- Platypalpus zetterstedti
- Platypalpus zeylanicus
- Platypalpus zhangae